# Fenalen
Fenalenul este o hidrocarbură aromatică policiclică cu formula brută C13H10. Ca multe alte hidrocarburi de același fel, este un compus poluant pentru atmosferă și se produce prin arderea combustibililor fosili.